# Malé Hradisko
Malé Hradisko (en allemand : Klein Radisch) est une commune du district de Prostějov, dans la région d'Olomouc, en République tchèque. Sa population s'élevait à 388 habitants en 2023.

## Géographie
Malé Hradisko se trouve à 17 km à l'ouest-nord-ouest de Prostějov, à 30 km à l'ouest-sud-ouest d'Olomouc et à 187 km à l'est-sud-est de Prague.
La commune est limitée par Buková, Lipová et Ptení au nord, par Stínava à l'est, par la zone militaire de Brezina au sud, et par Protivanov à l'ouest.

## Histoire
La première mention écrite de la localité date de 1358.

## Galerie

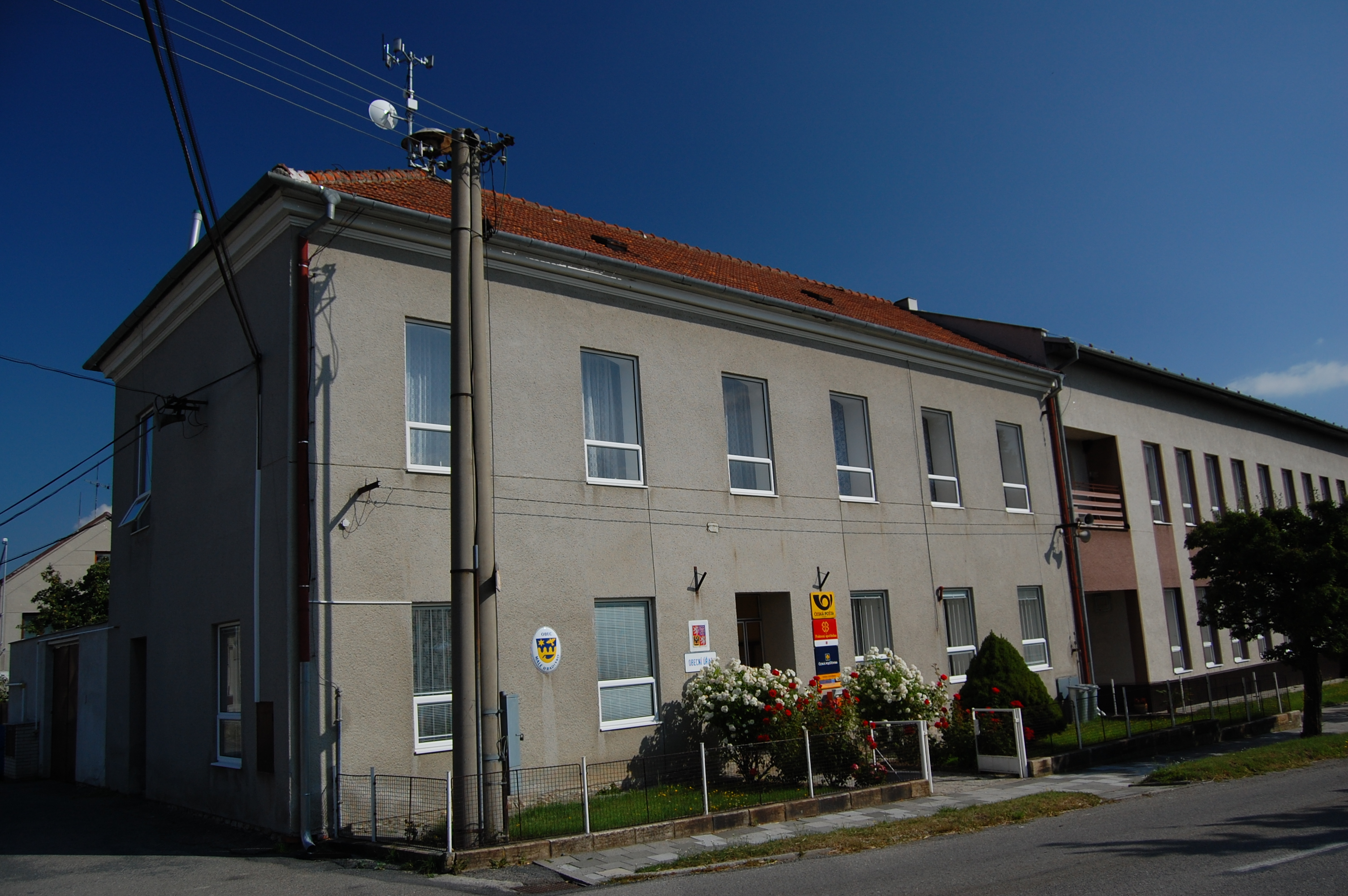
Malé Hradisko : la mairie.
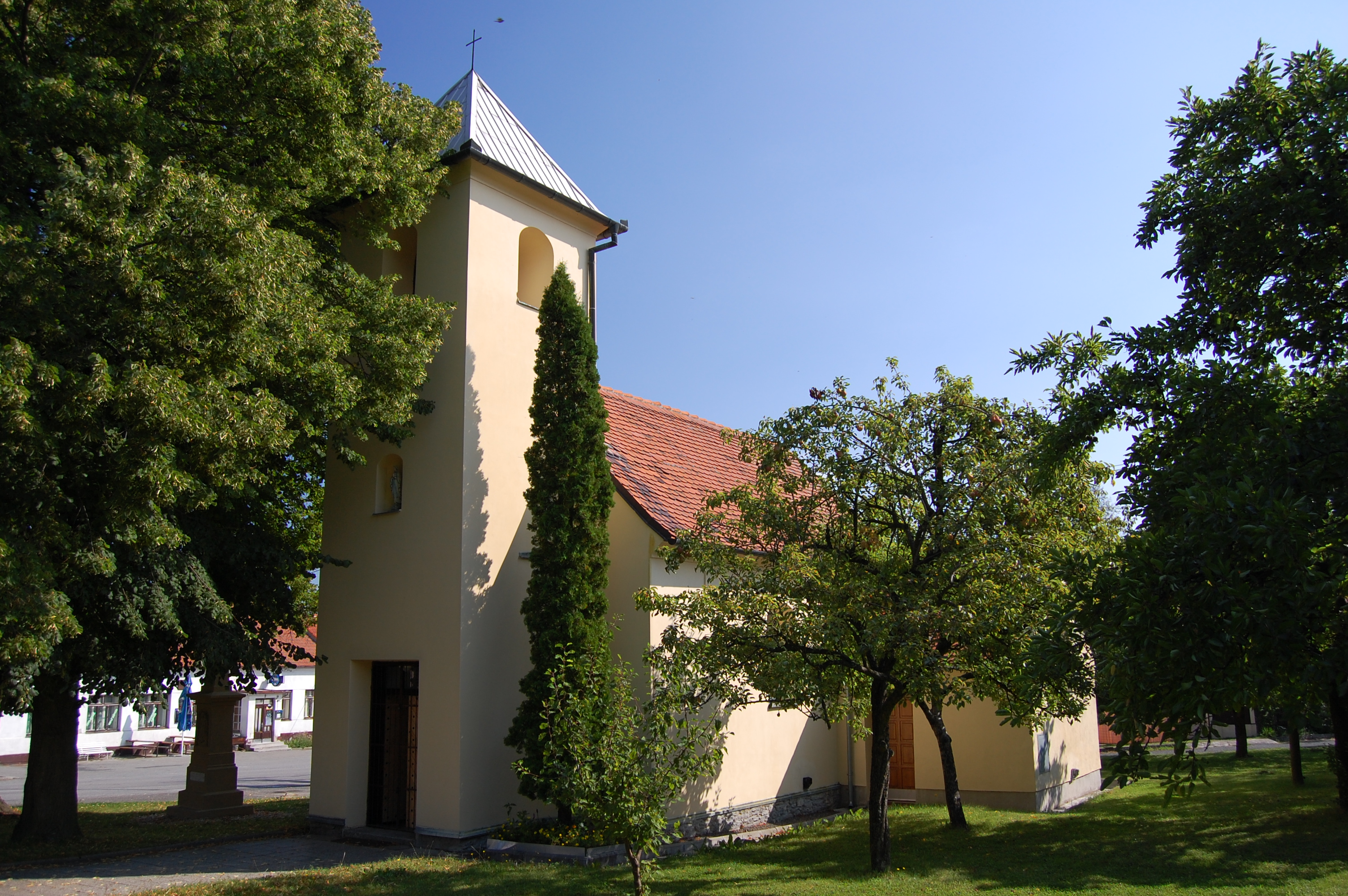
Chapelle à Malé Hradisko.

## Administration
La commune se compose de deux sections :
- Malé Hradisko
- Okluky

## Transports
Par la route, Malé Hradisko se trouve à 21 km de Prostějov, à 40 km d'Olomouc et à 235 km de Prague.